# Linienlaser

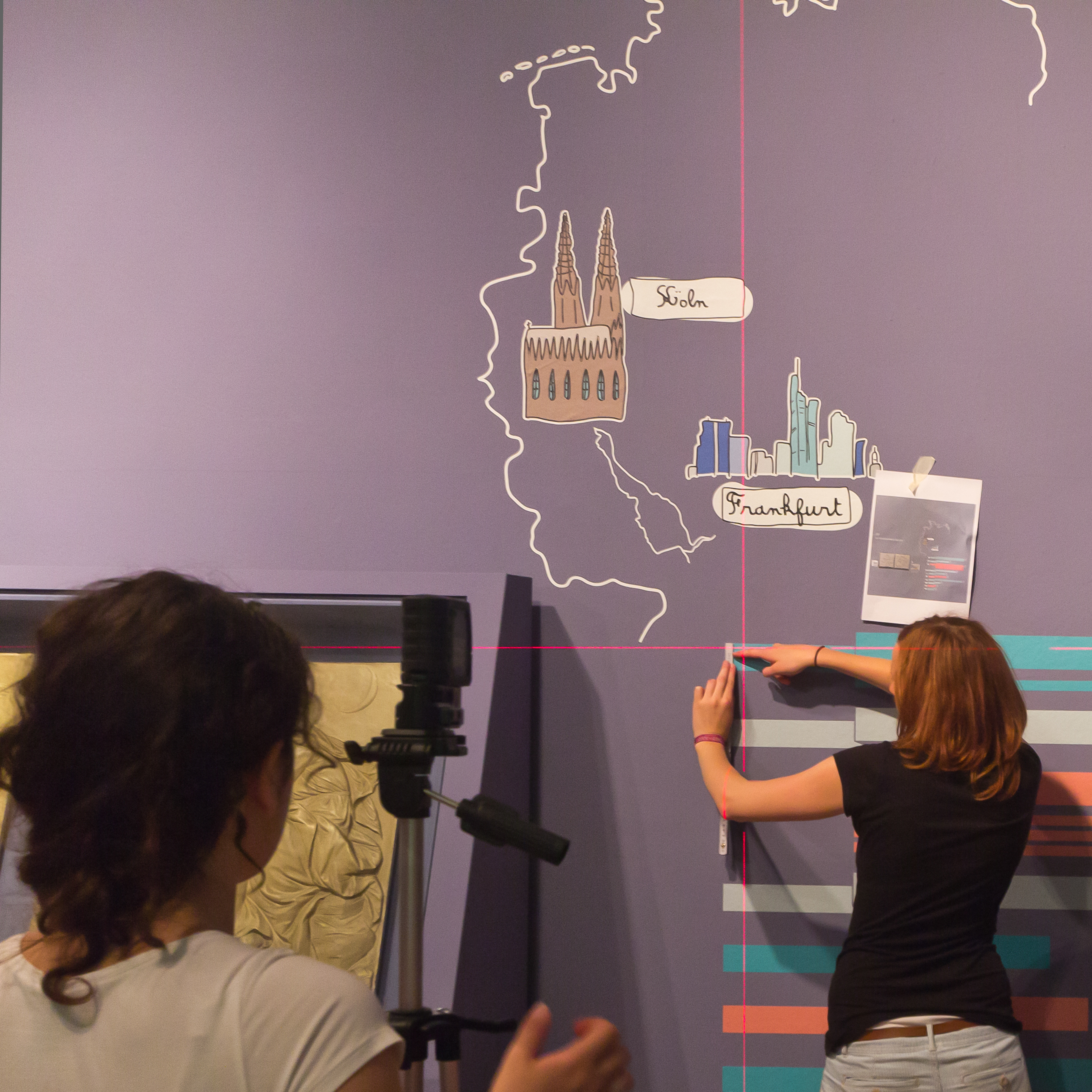
Vorbereitung einer Ausstellung im Kölnischen Stadtmuseum: Mit einem Kreuz-Linienlaser wird ein rotes Kreuz aus Laserlicht auf eine Wand geworfen. Das Lichtkreuz dient zur exakten Ausrichtung der Ausstellungsbeschriftung an der Wand.

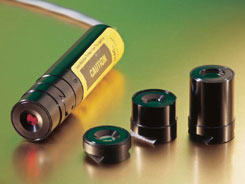
Linienlaser mit Wechselobjektiven

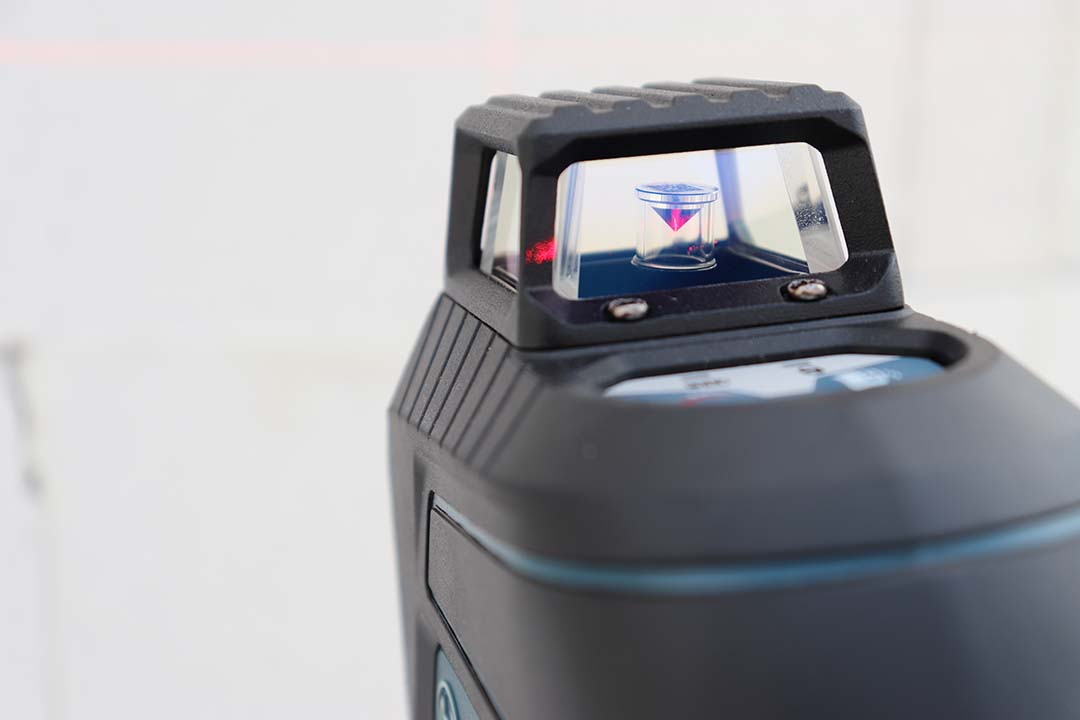
Ein Kreuzlinienlaser mit Selbstnivellierung

Ein Linienlaser ist ein Laser mit einer speziellen Optik, mit der statt eines Punktes (wie beim Laserpointer) eine Linie erzeugt wird.
Mittels Laser können in der Bildverarbeitung Projektionen einzelner Linien und auch Mehrfachlinien erzeugt werden. Während bei Einzellinien refraktive Optik verwendet wird (Powell-Linsen, Zylinderlinsen), ermöglichen diffraktive optische Elemente in Kombination mit Powell-Linsen die Projektion von Mehrfachlinien und Matrizen.
Verschiedene Optiken erzeugen je nach Anwendungsfall Linien, Kreuze oder andere Muster. Geräte für Bauwesen und Innenarchitektur projizieren horizontale oder vertikale Ebenen, mit denen die Vermessung von Innenräumen oder das Nivellement eines kleinen Bauplatzes erleichtert wird.    
Ein Linienlaser wird nach der aktuellen Lasernorm EN 60825-1 als "Ausgedehnte Quelle" beschrieben. Die Risikoklasse wird dementsprechend anhand eines Korrekturfaktors bestimmt, welcher als Formeldefinition in der 60825-1 zu finden ist. Im Gegensatz zu einem regulären Punktlaser, einer "Fokussierten Quelle", darf somit ein Linienlaser eine höhere optische Leistung aufweisen, um trotzdem noch in Laserklasse 1 oder 2 eingestuft zu werden.

## Anwendungen
- Bauwesen und Vermessung
- Laserscanning
- Nivellierung
- Kalibrierung
- Laserwasserwaagen
- David-Laserscanner
- Lichtschnitt
- Maschinelles Sehen
- Bildverarbeitung